# Festen
Festen (tên khác là The Celebration) là một phim của Đan Mạch, do Thomas Vinterberg đạo diễn và do hãng Nimbus Film sản xuất năm 1998. Đây là phim đầu tiên thuộc phong trào làm phim tiền phong Dogme 95 do các đạo diễn Đan Mạch đề xướng.

## Cốt truyện
Gia trưởng đáng kính, doanh nhân Helges (Henning Moritzen) mở tiệc mừng sinh nhật thứ 60 của mình. Các người trong gia đình gồm người vợ trung thành Elsa, hai con trai Christian (Ulrich Thomsen), Michael (Thomas Bo Larsen) và con gái Helene, họ hàng thân thuộc cùng các khách mời tới dự rất đông tại 1 phòng lớn ở khách sạn của gia đình. Trước đó - Linda, con gái đầu lòng song sinh của Helges - mới tự tử trong 1 phòng khác. Helene tìm thấy thư tuyệt mệnh của Linda, nhưng giấu đi.
Mở đầu buổi tiệc, người con trai trưởng song sinh với Linda là Christian (cư ngụ ở Paris) nói lời chào mừng các khách. Sau đó anh ta tố cáo cha đã lạm dụng tình dục anh ta và Linda lúc còn trẻ. Người mẹ biết chuyện nhưng im lặng không phản đối. Hai người em Helene và Michael không hề hay biết bí mật của gia đình. Mọi người ngạc nhiên sửng sốt, không ai có thể tin là một người đáng quý như Helges lại có thể làm tình với chính các con của mình.
Người em và hai người nữa tống cổ Christian ra ngoài, nhưng anh ta lại trở vào phòng và lại tố cáo, và lại bị tống cổ ra ngoài lần thứ hai. Mẹ anh ta, bà Elsa tìm cách nói với các khách là chuyện đó không có thật, chỉ là bịa đặt.
Cuối cùng lời tố cáo của Christian được em gái Helene xác nhận là có thật và đưa ra lá thư tuyệt mệnh của Linda để làm chứng.